# كينجي ايماي
كينجي ايماي (باليابانية: 今井兼次 ) (و. 1895 – 1987 م) هو مهندس معماري، ومدرس، وأستاذ جامعي ياباني، توفي عن عمر يناهز 92 عاماً.

## التعليم
تعلم في جامعة واسيدا.